# Muhammad al-Fazari
Abou Abdallah Muhammad ibn Ibrahim al-Fazari (mort en 796 ou en 806 est un astronome musulman,, auteur d'une traduction en arabe de l'ouvrage indien d'astronomie Brahmasphutasiddhanta.
Il existe également un autre astronome, Ibrahim al-Fazari, que Suter décrit comme étant son père, ayant vécu à la même période à la cour du calife Al-Mansur. Cependant, il est tellement difficile de distinguer les œuvres de l'un de celles de l'autre que certains auteurs pensent qu'il pourrait s'agir de la même personne.
Certains auteurs,,, voient en lui un Arabe, d'autres plutôt un Persan,,.
Al-Fazari traduisit plusieurs ouvrages scientifiques en arabe et en persan. On lui attribue la construction du premier astrolabe du monde musulman.
Avec Yaqub ibn Tariq et son père, il participa à la traduction en arabe du fameux traité d'astronomie de l'Indien Brahmagupta (fl. VIIe siècle), le Brahmasphutasiddhanta, sous le titre Az-Zīj ‛alā Sinī al-‛Arab, ou en abrégé Sindhind. Cette traduction est l'un des vecteurs possibles de la numération de position depuis le monde indien vers le monde musulman.

## Voir également
- Liste des scientifiques et des disciples arabes
- Astronomie arabe
- Sciences et techniques islamiques
- Zij